# 千葉県道148号南総一宮線
千葉県道148号南総一宮線（ちばけんどう148ごう なんそういちのみやせん）は、千葉県市原市と長生郡一宮町を結ぶ一般県道である。

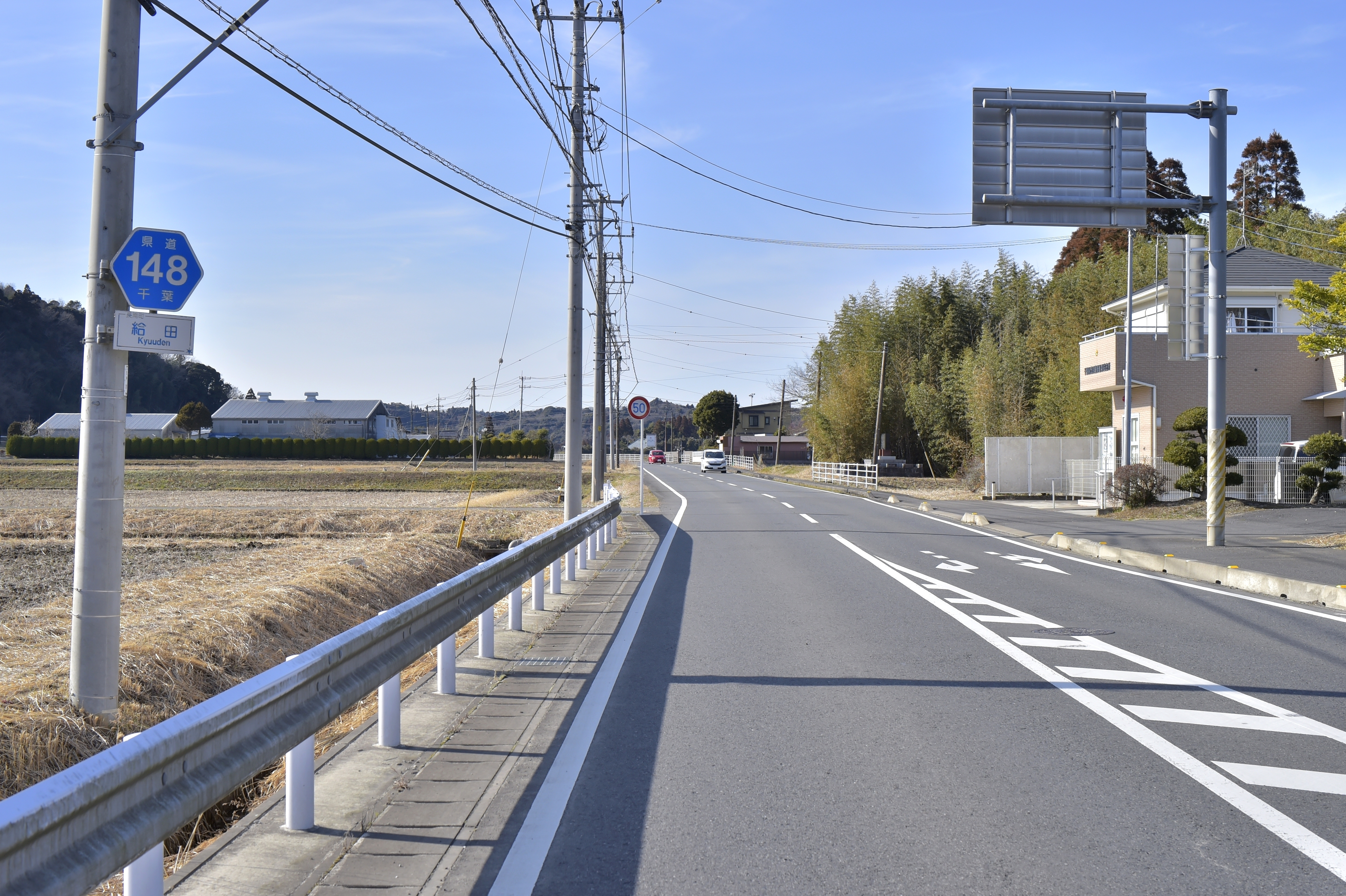
千葉県道148号南総一宮線
長南町給田（2023年2月）

## 路線データ
- 起点：市原市平蔵[1]（阪本橋、国道297号交点）
- 終点：長生郡一宮町一宮[1]（国道128号交点）
- 総延長：*.* km（市原土木事務所管内：*.* km、長生土木事務所管内：*.* km）
- 重用延長：*.* km（市原土木事務所管内：*.* km、長生土木事務所管内：*.* km）
- 実延長：17.603 km（市原土木事務所管内：1.239 km[1]、長生土木事務所管内：16.364 km[2]）

## 地理

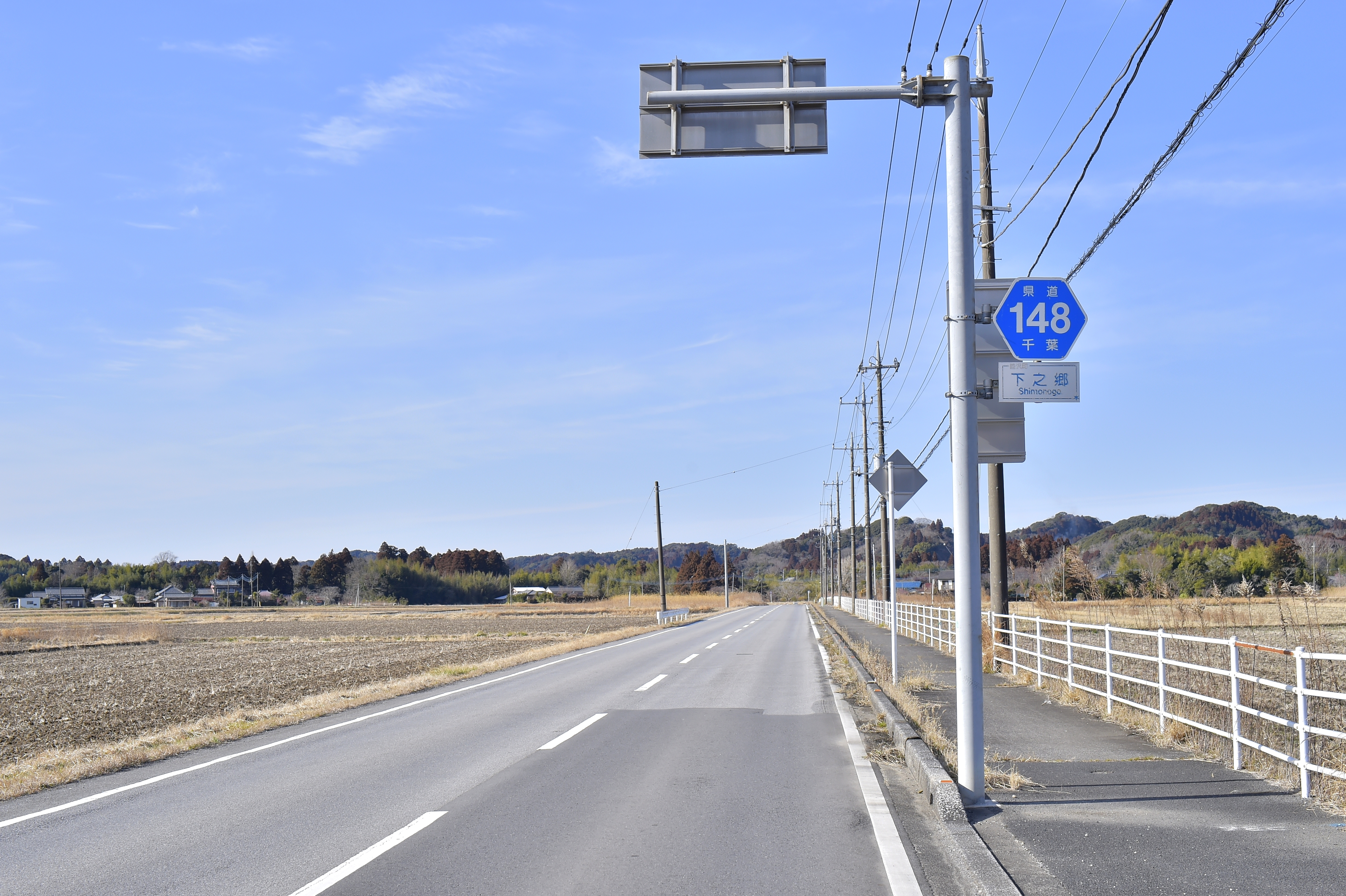
睦沢町下之郷（2023年2月）

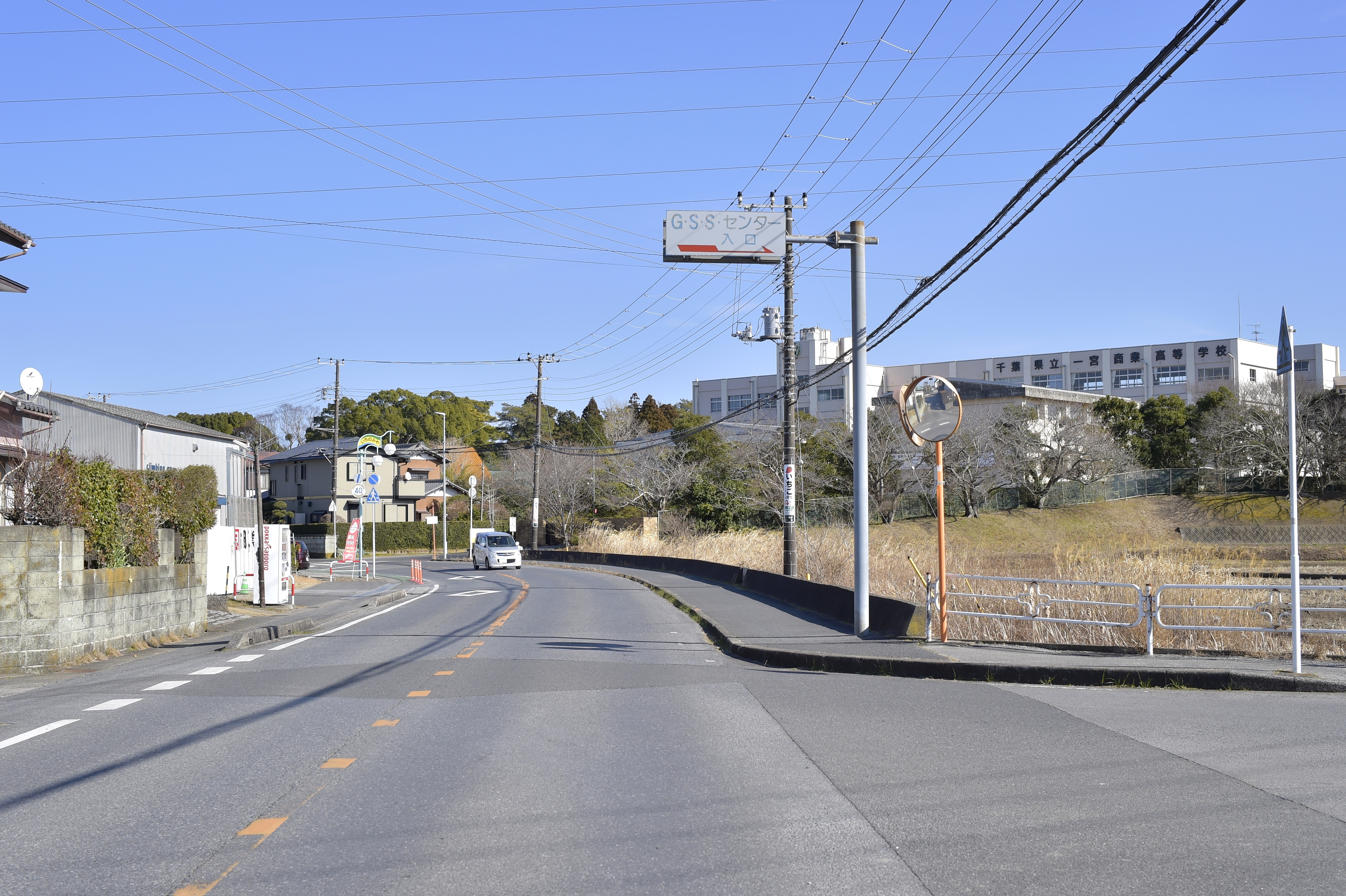
一宮町一宮の一宮商業高等学校付近（2023年2月）

### 通過する自治体
- 市原市
- 長生郡
  - 長南町 - 睦沢町 - 一宮町

### 交差する道路
- 国道297号（起点）
- 千葉県道147号長柄大多喜線（長南町茗荷沢）
- 千葉県道27号茂原大多喜線（長南町・給田）
- 千葉県道150号大多喜一宮線（睦沢町下之郷）
- 千葉県道85号茂原夷隅線（睦沢町上市場）※一部重複
- 国道128号（終点）

### 沿線
- 千葉県立一宮商業高等学校
- 玉前神社